# Wilhelm Buck
Johann Wilhelm Buck, född 12 november 1869 i Bautzen, död 2 november 1945 i Radebeul, var en tysk socialdemokratisk politiker.
Buck arbetade som stuckatör fram till 1905, varefter han helt ägnade sig åt fackföreningsrörelsen, från 1907 som fackföreningssekreterare i Dresden. Han tillhörde 1913–19 tyska riksdagen, deltog 1915–17 i första världskriget, därefter stadsråd i Dresden och efter novemberrevolutionen 1918–19 sachsisk kultusminister. Han var 1919 ledamot av nationalförsamlingen i Weimar, tillhörde 1920–24 Weimarrepublikens riksdag som majoritetssocialist och var 1920–23 sachsisk ministerpresident och utrikesminister. Han var 1921–23 medlem av riksrådet och 1923–33 var han "Kreishauptmann" i Dresden.